# Gare de Deycimont
La gare de Deycimont est une ancienne halte ferroviaire française de la ligne d'Arches à Saint-Dié. Elle est située à Deycimont, dans le département des Vosges, en région Grand Est.

## Situation ferroviaire
Elle est située au point kilométrique (PK) 11,910 de la ligne d'Arches à Saint-Dié, entre les gares fermées de Docelles-Cheniménil et de Lépanges.
Elle est édifiée à 400 mètres d'altitude.

## Histoire
Le 23 juin 1887 l'ingénieur en chef P. Holtz signale dans un rapport que les stations de Jarménil, Docelles - Cheniménil, Deycimont, Lépanges et Laval ont déjà été améliorées par l'État comme convenu dans une convention de 1883, avec la Compagnie des chemins de fer de l'Est, pour l'ensemble des infrastructures et installations de « l'embranchement de Saint-Léonard à Fraise ».
En 1899, la halte de Deycimont, qui était jusqu'alors ouverte uniquement au transport des voyageurs, bagages, chiens et colis postaux, est ouverte au « articles de messagerie et denrées dont le poids n'excède pas 40 kg, par expédition ». Cette nouvelle activité ne pourra s'effectuer qu'aux « heures de présence de l'agent préposé », et il est demandé aux expéditeurs ou destinataires de participer au chargement ou déchargement du colis.
La halte de Deycimont est fermée au trafic bien avant 2018[Quand ?]. Cette année-là, le bâtiment de la halte, vendu, est utilisé comme habitation privée.